# Astounding Sounds, Amazing Music
Astounding Sounds, Amazing Music è il sesto album in studio della space rock band britannica Hawkwind, registrato nel 1976 e pubblicato nello stesso anno.

## Tracce
1. Reefer Madness – 6:03 –  (Calvert/Brock)
2. Steppenwolf – 9:46 –  (Calvert/Brock)
3. City of Lagoons – 5:09 –  (Powell)
4. The Aubergine That Ate Rangoon – 3:03 –  (Rudolph)
5. Kerb Crawler – 3:45 –  (Calvert/Brock)
6. Kadu Flyer – 5:07 –  (Turner/House)
7. Chronoglide Skyway – 5:04 –  (House)
8. Honky Dorky (bonus track) – 3:16 –  (Hawkwind)
9. Back on the Streets (bonus track) – 2:56 –  (Calvert/Rudolph)
10. Dream of Isis (bonus track) – 2:52 –  (Brock/House/King)

## Formazione
- Robert Calvert - voce
- Dave Brock - chitarra, tastiere, voce
- Nik Turner - sassofono, flauto, voce
- Paul Rudolph - basso, chitarra
- Simon House - violino, tastiere
- Simon King - batteria
- Alan Powell - batteria